# Le Bardon
Le Bardon is een gemeente in het Franse departement Loiret (regio Centre-Val de Loire). Le Bardon telde op 1 januari 2022 970 inwoners.

## Geografie
De oppervlakte van Le Bardon bedroeg op 1 januari 2022 12,23 vierkante kilometer; de bevolkingsdichtheid was toen 79,3 inwoners per km².

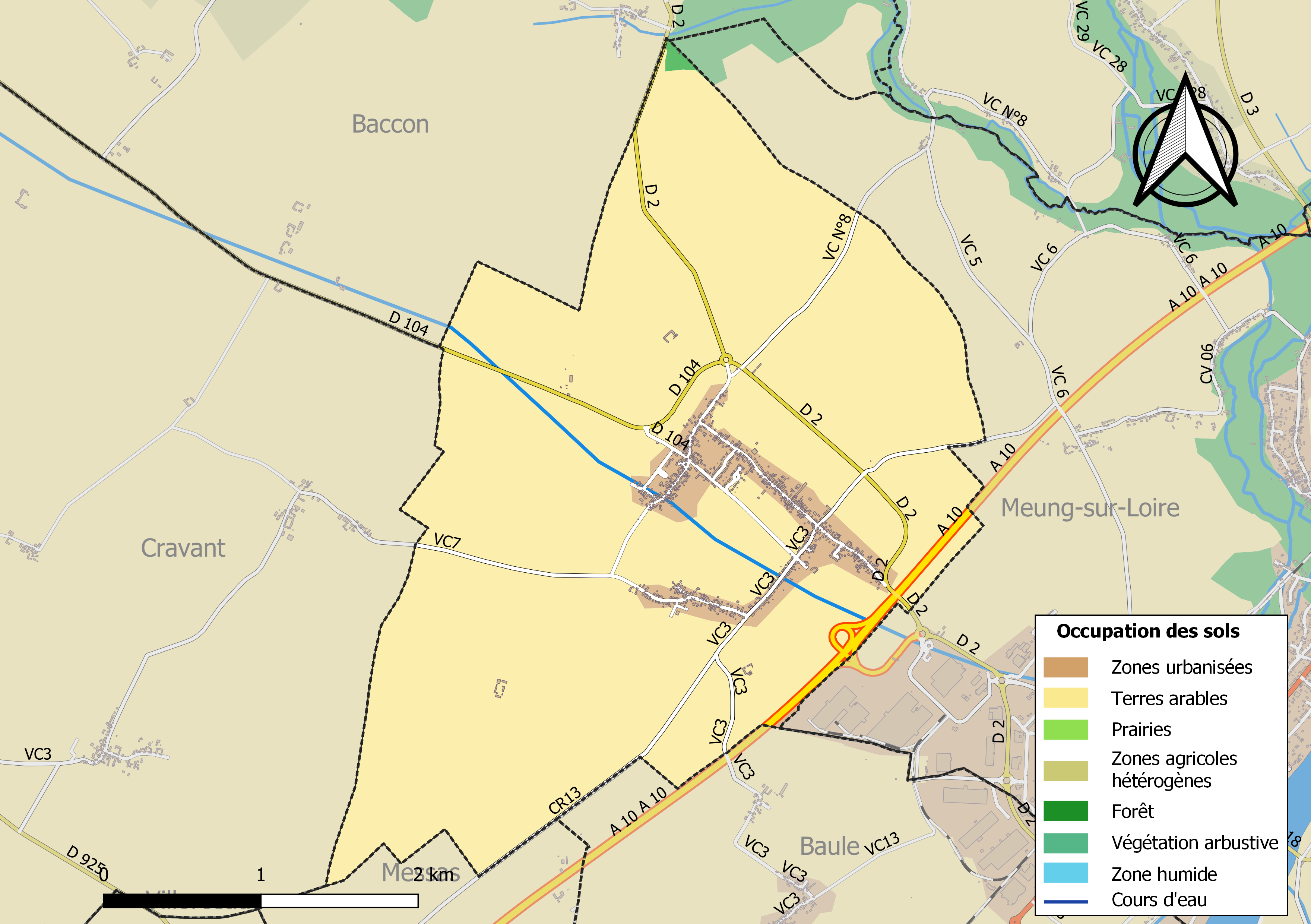
Kaart van de gemeente met de belangrijkste infrastructuur, bodemgebruik en omliggende gemeenten

## Demografie
Onderstaande figuur toont het verloop van het inwoneraantal van Le Bardon vanaf 1962.

Bron: Frans bureau voor statistiek. Cijfers inwoneraantal volgens de definitie population sans doubles comptes (zie de gehanteerde definities)